# Cornel Mihulecea
Cornel Mihulecea (n. 1 aprilie 1925, Crihalma, com. Comăna, jud. Brașov – d. 7 mai 2015) a fost un inginer electrotehnician român, Președinte al Comitetului de Stat pentru Energie Nucleară (1976-1989). Cornel Mihulecea a fost deputat în Marea Adunare Națională în sesiunile din perioada 1965 - 1989. Cornel Mihulecea a fost membru de partid din septembrie 1960 și a fost membru supleant al CC al PCR în perioada 1979 - 1989
În 1964, Cornel Mihulecea a fost decorat cu Ordinul Muncii, clasa a II-a.

## Biografie
Cornel Mihulecea a urmat școala primară (clasele I-V) în comună, după care a plecat la Petroșani unde a urmat cursurile Școlii Profesionale de electricieni. După ce a lucrat timp de 1 an (1950-1951) ca maistru electro la Atelierele Centrale ITB din București, s-a înscris, la sfaturile mamei, la Institutul Politehnic din Craiova, absolvind în 1956, cu diplomă de licență în inginerie.

## Activitatea profesională
Cornel Mihulecea  a parcurs, după obținerea licenței, treptele afirmării profesionale:
- (1956-1957) maistru la Electroaparataj, București;
- (1957-1958) inginer principal energetic la Electroaparataj, București;
- (1958-1959) șef Atelier Prototipuri la Electroaparataj, București;
- (1959-1962) șef Secție Montaj la Electroaparataj, București;
- (1962-1964) Inginer Șef Adjunct la Electroaparataj, București;
- (1964-1965) Director la Întreprinderea Automatica, București;
- din 1965 este numit Adjunct al Ministrului Industriei Construcțiilor de Mașini (1965-1974) / Industriei Construcției de Mașini Unelte și Electrotehnicii (1972-1974), având atribuții de coordonare a industriei electrotehnice și electronice la nivel de departament[6]. Din această poziție a participat la creșterea numărului de întreprinderi: de la 17 întreprinderi și 2 institute de cercetare-proiectare (1965), la 25 întreprinderi, 4 institute de cercetare-proiectare, plus Institutul de Proiectare Uzine pentru Electrotehnică (1974);
- Din 1969 este numit, în paralel, director general al Direcției generale a industriei electrotehnice și electronice;[7]
- (1974-1976) Director General al Centralei Industriale de Telecomunicații și Automatizări, București;
- (1976-1990) este numit Președinte al Comitetului de Stat pentru Energie Nucleară, București, poziție în care a obținut cele mai multe realizări din carieră. După ce a ocupat timp de 14 ani această funcție, i s-a cerut să elibereze postul, să iasă la pensie. În memoriile sale recente (2014) se arată revoltat de faptul că, după pensionarea sa, au dispărut 602 tone de apă grea și utilaje construite ce erau destinate realizării unităților 3 și 4 de la Cernavodă.[8]

## Realizări notabile
În domeniul nuclear, în timpul mandatului ca președinte al CSEN, a condus:	
- Elaborarea Programului Național pentru realizarea Centralelor Nucleare, a Combustibilului Nuclear, a Apei Grele și a programelor de asimilare a echipamentelor nucleare clasice aferente Programului Nuclear;
- Înființarea Întreprinderii Centrala nucleară de la Cernavodă în anul 1977;
- Încheierea tratativelor româno-canadiene privind contractele de licență și engineering pentru construcția centralelor de tip CANDU și semnarea lor în numele guvernului la data de 16 decembrie 1978;
- Elaborarea studiului tehnico-economic pentru Centrala nuclearoelectrică (CNE) Cernavodă 1979;
- Începerea lucrărilor de construcție a Unității 1 în anul 1980;
- Încheierea și semnarea contractelor cu ANSALDO Italia și General Electric SUA pentru licența turboagregatului de 700 MWA și furnitura pentru sala mașinii la Unitatea 1, februarie 1982;
- Elaborarea proiectului de execuție pentru Unitatea 1;
- Finalizarea structurii de rezistență a clădirii reactorului Unității 1, în anul 1982;
- Finalizarea finisării interioare a clădirii reactorului, introducerea corpului reactorului în interiorul clădirii și începerea montajului principalelor echipamente din clădirea reactorului, în decembrie 1985;
- Punerea în funcțiune a liniei de 30 tone combustibil nuclear la IRNE Pitești;
- Realizarea primelor 82 de fascicole de combustibil nuclear la IRNE Pitești, în anul 1983;
- Dezvoltarea liniei de fabricație a combustibilului nuclear de la 30 tone la 100 tone în anul 1985. Producția cumulată la 31 decembrie 1989 de combustibil nuclear la Secția de Combustibil de la IRNE Pitești era de 31707 fascicole în greutate de 602 tone corespunzător consumului pentru 6 ani de funcționare a Unității 1 Cernavodă;
- Pilotul de apă grea de la Râmnicu Vâlcea, urmare a perfecționărilor din perioada 1976-1978 a atins capacitatea echivalentă de 2 tone/an și s-a elaborat tehnologia pentru proiectarea celor 4 linii de producție industrială de apă grea de la Drobeta Turnu Severin în anul 1978;
- Începerea lucrărilor de construcție-montaj a Fabricii de Apă Grea din Drobeta Turnu Severin cu asistență tehnică a specialiștilor de la Pilotul de apă grea de la Râmnicu Vâlcea pentru realizarea și punerea în funcțiune a acesteia în trimestrul IV din anul 1979;
- Punerea în funcțiune a primei linii de producție de 90 tone/an în anul 1987. Punerea în funcțiune a celei de a doua linii de producție de 90 tone/an în anul 1989. Producția cumulată pe cele două linii, septembrie 1987 – decembrie 1989 a fost de 33 tone/an, reprezentând prima producție industrială de apă grea realizată în România. Este cel mai semnificativ exemplu de realizare a unui obiectiv de asemenea performanță și complexitate, de la cercetare până la produs, cercetare tehnologică, proiectare, realizare de echipamente, materiale și construcții, integral românești, în directa coordonare a CSEN.

### DomeniulReglementare
- Implementarea prevederilor Legii nr. 61/1974 privind desfășurarea în siguranță a activităților nucleare și a Normelor republicane de securitate nucleară, a Normelor de garanții nucleare și protecție fizică;
- Elaborarea Legii nr. 6/1982 privind asigurarea calității în domeniul nuclear;
- Elaborarea Normelor republicane de asigurarea calității în domeniul nuclear;
- Reorganizarea și înființarea ISCAN–ACN prin angajarea unor specialiști cu experiență tehnică și practică în securitate nucleară, radioprotecție și management al calității în procesele industriale;
- Renunțarea la realizarea CNE de 440 MW de tip VVR pe râul Olt și licențierea reactorilor de tip CANDU 700 de la AECL Canada;
- Pentru cele două reactori de tip VVR 1000 prevăzute a fi importate din URSS și construite la Piatra Neamț, au fost stabilite cerințele de securitate nucleară la nivelul standardelor IAEA și a legislației naționale cu toate presiunile politice existente în acea epocă;
- ISCAN-ACN a contribuit la întocmirea normelor ISCIR pentru domeniul nuclear și la obținerea de recunoaștere reciprocă cu inspecțiile în domeniu din Canada.

### DomeniulAutorizare
- Punerea în funcțiune a reactorului TRIGA de la ICN Pitești și autorizarea funcționării de probă și a funcționării finale a acestuia;
- Autorizarea Laboratoarelor de Examinare Post Iradiere (LEPI) și a Stației de Iradiere Gama de mare activitate (SIGMA) de la ICN Pitești;
- Autorizarea pilotului de elemente combustibile din S IV a ICN Pitești;
- Autorizarea Stației de Tratare a Deșeurilor Radioactive de la ICN Pitești;
- Autorizarea – Omologarea materialelor și produselor necesare programului nuclear, în regim de asigurarea calității, după specificația AECL.
- În total s-au elaborat cca. 431 de proiecte în cadrul licenței AECL. Din aceste 431 de proiecte, în țară au fost fabricate echipamente total sau parțial pentru unitatea U1 și U2.
- Este de remarcat că pe parcursul exploatării U1 nu au existat probleme în funcționarea echipamentelor proiectate de IRNE Pitești și executate de Uzinele Constructoare de Mașini pentru partea nucleară până la această dată.
- Autorizarea producătorilor de materiale și produse pentru programul nuclear conform Legii nr. 6/1982; Au fost autorizate pe parcursul realizării obiectivului menționat cca. 350 de societăți : cercetare, proiectare, fabricație și construcții montaj. Au fost omologate materiale de construcții care îndeplinesc cerințele standardelor americane – ASTM, produse metalurgice care îndeplinesc cerințele Codului ASME, Secțiunea II, produse electrotehnice care îndeplinesc cerințele standardului IEEE (motoare electrice), produse din industria chimică pentru protecție anti-corozivă a structurilor metalice și finisarea pereților reactorului și clădirii serviciilor nucleare. Aceste materiale, produse și echipamente au asigurat un aport la realizarea CNE Cernavodă de cca. 65-70 % din efort.
- Autorizarea amplasării – construcției, punerii în funcțiune și funcționare a Fabricii de Combustibil Nuclear din Pitești, cu o capacitate de producție anuală de 400 tone/an;
- Autorizarea miilor de utilizatori a surselor de radiații din România din domeniul medical, industrial, cercetare, agricultură, transport, învățământ, etc.;
- Autorizarea amplasării – construcției Unităților U1, U2, U3, U4, U5 de la CNE Cernavodă;
- Autorizarea tuturor unităților de construcții montaj implicate în realizarea CNE Cernavodă;
- Autorizarea amplasării – construcției și punerii în funcțiune a Depozitului Național de Deșeuri Radioactive de la Băița, Bihor;
- Autorizarea explorărilor și exploatărilor miniere de uraniu, thoriu și materialele de interes nuclear – zirconiu;
- Autorizarea uzinei R și a noii uzine E de la Feldioara;
- Omologarea în regim de asigurarea calității a diuranatului, dioxidului de uraniu produs la Uzina R și E de la Feldioara și a apei grele de la Râmnicu Vâlcea și Drobeta Turnu Severin;

### DomeniulControlul activităților nucleare
- Asigurarea unui control al tuturor producătorilor de materiale, componente și produse destinate programului nuclear național;
- Procesul de inspecție a constituit o activitate importantă, care a mobilizat întreg personalul inspecției pentru verificarea modului de realizare a materialelor, produselor, echipamentelor și desfășurarea procesului de construcții-montaj pe amplasamentul CNE Cernavodă. În construcții au fost stabilite puncte de inspecție ale activităților pentru structurile reactorului, clădirii serviciilor nucleare și a sălii mașinilor. Acolo unde nu au mai fost asistate lucrările, constructorii au asimilat și respectat procesul de execuție pe baza experienței căpătate de la lucrările anterioare.
- Asigurarea unui control al tuturor unităților de construcții-montaj implicate în activitatea de realizare a CNE Cernavodă;
- În industria de materiale-metalurgice procesul de inspecție s-a efectuat continuu pe procesele de realizare a produselor: oțel beton pentru armare, a tablelor, țevilor și profilelor destinate echipamentelor nucleare. În industria constructoare de mașini, electrotehnică, chimică, produsele și echipamentele au fost inspectate de personalul ISCAN-ACN, aceasta până când personalul de control al beneficiarului a putut să efectueze aceste activități. Personalul inspecției a fost implicat în analiza și avizarea documentației de calitate aferentă importului de materiale și produse pentru realizarea echipamentelor în țară și a echipamentelor din import pentru CNE Cernavodă.
- În procesul de inspecție ISCAN-ACN (CNCAN) a colaborat cu Metrologia, Inspecția de Stat pentru Produse (IGS), Inspecția de Stat în Construcții (IGSIC), ISCIR.
- Asigurarea unui control al tuturor unităților ce desfășoară activități nucleare prin personalul propriu al ISCAN-CAN și prin echipele de specialiști din CSEN coordonați de ISCAN-ACN la toate locurile din țară unde se desfășoară activități nucleare;
- Asigurarea și controlul evidenței surselor de radiații din țară și realizarea primei baze de date a unităților nucleare și a surselor de radiații existente în România;
- Implicarea în activitatea de control, în situ, a tuturor inspectorilor ISCAN-ACN și celorlalți specialiști din CSEN în frunte cu președintele, inspectorul de stat șef;
- Controlul de garanții nucleare la toate materialele nucleare și de interes nuclear și raportarea lor, conform legii la Agenția Internațională pentru Energie Atomică de la Viena.

În cadrul Relațiile Internaționale, ca președinte al CSEN, Cornel Mihulecea a contribuit la semnarea cu AECL Canada a contractului de bază, de licențiere, proiectare și procurare, convențiile cu partea rusă pentru reactorul VVR 1000. În calitate de guvernator la AIEA Viena, a participat la discuții și a parafat înțelegeri cu AECL Canada și alte autorități de reglementare, autorizare și control din URSS, Bulgaria, Korea, China etc.

## Recunoaștere
Duminică 28 august 2016, cu ocazia sărbătorii satului Comăna de Jos, conducerea comunei i-a acordat titlul de cetățean de onoare, post mortem. Diploma a fost primită de fiica acestuia, Cornelia Mihulecea.